# Алтайский (Шелаболихинский район)
Алтайский — упразднённый поселок в Шелаболихинском районе Алтайского края. На момент упразднения входил в состав Инского сельсовета Павловского района. Исключен из учётных данных в 1982 году.

## География
Располагался на правом берегу реки Иня, приблизительно в 14 км (по-прямой) к северо-востоку от села Иня.

## История
Основан как лесной кордон.
Решением Алтайского краевого исполнительного комитета от 30.12.1982 года № 471 поселок исключен из учётных данных.